# Куновські
Куновські — давній шляхетський рід Королівства Польського і Литовського князівства.

## Куновські гербуЛодзя

### Походження
Рід Куновських гербу Лодзя, що бере свій початок у Познанському воєводстві. Пов'язуючи свої надії на суспільний розвиток зі східними територіями Речі Посполитої, Куновські, у другій половині XVI століття, переселилися у воєводство Плоцьке. Частина роду залишилася тут, на теренах Речі Посполитої, а інша — емігрувала в Мозирський повіт Мінського воєводства, що у Великому Князівстві Литовському.
За другою версією:
|  | Куновські гербу Лодзя вийшли або з Кунова в Косцянськім повіті, або з Кунова з-під Квєцішева в Гнєзненськім повіті. Правитель округи Анджей з Кунова продав в 1365 році Ришево братам з Студенця, а в 1366 році – солтиство в Ришеві якомусь Фалькові. Вінцентій, що був господарем Кунова, притягнений до суду в 1417 році місцевим священиком з Дзвонова за недопоставку двох коней через посередництво міщанина з Квєцішева. Куновські гербу Лодзя раніше виїхали на Литву, на думку Кояловича, який називає Єжи, мозирського підчашого, військового суддю, його синів: Кіпріяна-Єзуїта, Ієроніма-Домініканина, Міхала-Ієроніма. Єжи за військові заслуги отримав в 1658 році на праві васальної залежності Кротів в Мозирськім повіті, а як мозирський підчаший, підписав з Віленським воєводством вибори короля Міхала. Ян – королівський секретар в 1638 році. (...)син Тома, що народився в 1818 році (метрикальний запис в Топільниці), греко-католицький священик в Бистриці, з Домінікою Ільницькою, дочкою Василя Ільницького і Вікторії Топольницької, мав синів: Ієроніма-Василя, що народився в 1847 році (метрикальний запис в Ластівці) і Маркtлія-Миколу, що народився в 1853 році (метрикальний запис в Бистриці), що підтверджені в дворянстві в 1866 році в Галицькому Крайовому Відділі (перегляд 02.10.2016) |

### Представники
- Ян Куновський — чернігівський староста (1622—1653 рр.), королівський секретар (1638 р.), поет, воїн, політик і дипломат, народився в кінці шістнадцятого століття (помер після 1654 р.)[4].
- о. Маркелій Куновський (19 грудня 1853 року в с. Бистриця Дрогобицького повіту — † 4 квітня 1926 року в с. Кривка, Турківського повіту) — український священик, богослов, почесний канонік, багаторічний парох в с. Кривка Турківського повіту[3][5].
- о. Володимир Куновський (19 січня 1901 — 8 жовтня 1955 рр.) — український священик, богослов, фотограф-аматор, дослідник історії рідного краю, мученик за віру, загинув від рук КГБістів[5].

## Куновські гербуНаленч

### Походження
|  | Куновські гербу Наленч з Кунова, Накєльський повіту. Войцєх з Кунова, племінник або онук Хвала Хоменського, відправив загін на польсько-молдавську і османську війни в 1497 — 1498 років . Ян з Кунова воював на чеській війні в 1474 року. Ян, Матей і Станіслав Куновські - дідичі Кунова в 1578 році, а Ян —- власник частини Вірів і Ленчиці в Познанськім воєводстві в 1580 році. Станіслав, син Яна, в 1563 році студент Краківського Університету. Станіслав - орендатор Місціський, господар села Вєлє в Накєльськім повіті в 1591 році. Дорота померла в 1616 році. Ян - староста і війт Черняхівський в 1627 і 1628 роках. Станіслав з жінкою Анною Сіраковською беруть в оренду (здають в оренду) село Сіракови в Пшедецькім повіті в 1628 році. Францішек Фердинанд, писар державного казначейства, стає в 1671 році королівським секретарем. Францішек, підчаший Черняхівський, став в 1698 році Рожанським земським суддею . Цього Францішка Куновського з Накла Нєсєцкий називає як підчашого Черняховського, суддя і депутата сейму від Рожанської землі в 1697 році. Брати Андрій і Станіслав отримали в 1698 році дозвіл на право власності на Цістоховино. Казимир - "виборщик" короля Лещинського в 1733 році від Познанського воєводства. Катерина, з Добєцких, Куновська в 1783 році в Сєрацкім повіті. |

### Представники
- Куновський Францішек-Фердинанд — писар державного казначейства, королівський секретар (1671 рік). Підчаший Черняхівський, став в 1698 році Рожанським земським суддею. Депутат сейму від Рожанської землі в 1697 році[3].

## Куновські гербуРадван

### Походження
|  | Куновські гербу Радван з Кунова в Бєцкім повіті. Окрім Радванів, на початку XV століття в Кунові "сиділи" члени інших родів. Миколай з Кунови, ображений Яном з Ленкожа, доводив в суді в 1416 році, що він є гербу Топор. Може це його сини: Мартин - студент Краківського університету в 1434 році і Тома, присутній в 1452 році в Тиньцю на виборах настоятеля монастиря. Григорій, син Петра з Кунови, доводив в 1416 році в Кракові дворянство з роду Абданків. Батьком Григорія був напевно Пйотр Хшонст (Хрущ) з Кунова, що судився в 1397 році з Якубом з Глинника. Гелена, вдова Хшонста, і Станіслав в 1415 році судились з Яном з Ленкоша, а Станіслав Хшонст (в 1419 році) — з Ольбешовським . Брати Пйотр і Ян Хшонсти продали в 1434 році свою частину Кунова і частину племінника Миколая за 30 гривень Янові з Кунова. Ян Хшонст, жонатий на Катерині, з 1462 року пишеться "з Хлєбней". Якуш , господар Кунова, жонатий з Войславою, відступив, в 1383 році, солтиство в Гартовій своєму синові від першої жінки, Климентові. Ян з Кунови судився в 1415 році з Рахавом, а Пйотр судився з Яном за нанесену кривду. Ян, син Яна, студент Краківського університету в 1436 — 1438 роках. Андрій судився в 1418 році в Кракові, а в 1436 році — в Перемишлі. Войтек в 1440 році,а Станіслав у 1445 році присутні на судах у Львові. Ян був міським суддею в Бєцку в 1419-1424 роках. Ян Довгий з Кунови, ображений Мартином з Вроцімовіц, довів у 1433 році в Кракові дворянство з чотирьох родів: по батькові — Радван, по матері - Гералт, по бабцях — Побуг і Ястшембец. На сьогодні є два Яни Куновські — Ян на прізвище Довгий або Радван і Ян — на прізвище Освєнцімка, родоначальник Освєнцімів гербу Радван. Ян Куновський скупив у 1434 році різні частини Кунова від братів Твожяна (Tworzjana) і Миколая з Хшонстів. Ян Радван є в 1443 році підстаростою Бєцкім, він також, може бути як Ян з Бончалі, 1437 — 1438 роках бургграф, міський суддя і підстароста в Бєцку. Котрийсь з Янів усунув в 1449 році священика з Седліска, потім присягнув Краківському єпископові , Мельштинському і Ярославському. Ян Радван поміняв у 1467 році своє солтиство в Бончаліні на частину в Кунові з Миколайом Мисліборовичем з Кунова. Ян Радван в 1469 і 1480 роках — міський суддя в Бєцку. Миколай — співвласник Кльоца в 1494 році, Миколай — Тарновський староста в 1508 році . Ян судився в 1510 році з Чеховським. Януш взяв в 1519 році в заставу Лончкі від Генріка з Каменця. Ян і Станіслав судилися в 1527 році з Гамратом про повернення Пустоволі і Седліск, даних йому як спадщина , що зосталася без спадкоємця, і які їх мати Дорота купила від Матея Прусака. Вдова по Станіславу - Софія. Миколай - адміністратор староства Лянцкоронського в 1707 році. Той самий Миколай купив у 1729 році Доноси від Дембіньського . Ян і Адам Куновські померли перед 1725 роком, а мачуха їх Гелена з Жоховських, у другому заміжжі — Шашевська, у третьому — Якубова Зелінська, підчаша плоцька, померла в 1726 році. |

## Куновські гербуКуновський

Герб наданий Фридеріку Вільгельму Куновському 18 жовтня 1818 року в Пруссії, разом з пруським шляхетством. Фридерік Вільгельм був представником гілки Куновських яка походила Кунова в Мазовецькому повіті.

## Інші представники Куновських
- Георг Карл Фрідріх Куновскі[de] (3 березня 1786 — † 23 грудня 1846) — німецький юрист, астроном-любитель, вперше використав для планетарних спостережень ахроматичні рефрактори. Одним із перших прийшов до правильного висновку про те, що видимі плями на Марсі і Місяці були особливості поверхні, а не хмари або інші перехідні характеристики. Самостійно виявив повернення комети Галлея в 1835 році. Кратер Куновскі на Місяці[8] і кратер Куновскі на Марсі на його честь.
- Стефан Куновський[pl] (20 червня 1909 році в (пол. Muszkietowie) на Україні — † 15 вересня 1977 в Любліні) — професор, педагог, автор пол. teorii warstwicowej, поет.
- Куновський Борис Павлович (10 червня 1927 р. в Кривому Розі — † 1 березня 2002 року) — український художник, різьбяр. Працював в техніках ксилографії, ліногравюри, пластики. Виріс у селі Зелене. Закінчив геологічний факультет Криворізького гірничорудного технікуму. У 1958 році вступив до Московського поліграфічного інституту на факультет художнього оформлення книг і журналів, який змушений був залишити через хворобу. Працював художником-графіком у криворізькому Будинку науки і техніки, художником на руднику імені Рози Люксембург. Екслібрисами (у творчому доробкові художника вже понад 200) займався з 1969 року. Брав участь у міських, обласних, багатьох республіканських і міжнародних виставках. Екслібриси Бориса Куновського з циклу «Шевченкіана» експонуються в канівському музеї «Тарасова гора» і музеї Кобзаря в Торонто (Канада)[9].
- Куновський Володимир Володимирович — доцент кафедри загальної хірургії, Львівський національний медичний університет ім Данила Галицького, загальна хірургія, панкреатит, невідкладні стани, бактеріологія[10].